# Erica saxigena
Erica saxigena är en ljungväxtart som beskrevs av Dulfer. Erica saxigena ingår i släktet klockljungssläktet, och familjen ljungväxter. Inga underarter finns listade i Catalogue of Life.